# Rhinacanthus polonnaruwensis
Rhinacanthus polonnaruwensis är en akantusväxtart som beskrevs av Cramer. Rhinacanthus polonnaruwensis ingår i släktet Rhinacanthus och familjen akantusväxter. Inga underarter finns listade i Catalogue of Life.